# Amsterdamned
Amsterdamned is een Nederlandse thriller- en  horrorfilm uit 1988, geschreven en geregisseerd door Dick Maas. Ook heeft hij de muziek voor de film gecomponeerd. Het was de derde keer dat Dick Maas samenwerkte met acteur Huub Stapel (na De lift en Flodder).

## Verhaal
Een psychopathische moordenaar maakt de Amsterdamse grachten onveilig. Hij duikt op de meest onverwachte momenten en plaatsen op en maakt het ene na het andere slachtoffer. De stad is in de greep van terreur. Rechercheur Eric Visser van de Amsterdamse politie gaat op zoek naar de moordenaar, maar het onderzoek schiet niet echt op. Tot Visser de hulp inroept van een duikersvereniging. Zo maakt hij kennis met de knappe Laura. Laura en de dochter van Eric komen dichter bij de moordenaar dan de rechercheur zelf.

## Rolverdeling
| Acteur             | Personage                  |
| ------------------ | -------------------------- |
| Huub Stapel        | Rechercheur Eric Visser    |
| Monique van de Ven | Laura                      |
| Serge-Henri Valcke | Vermeer                    |
| Tanneke Hartzuiker | Potter                     |
| Wim Zomer          | John                       |
| Hidde Maas         | Martin Ruysdael            |
| Lou Landré         | Chef politie               |
| Helmert Woudenberg | Hoofdcommissaris           |
| Tatum Dagelet      | Anneke Visser              |
| Edwin Bakker       | Willy                      |
| Pieter Lutz        | Schipper                   |
| Paul van Soest     | Manager duikvereniging     |
| Jules Croiset      | Burgemeester van Amsterdam |
| Lettie Oosthoek    | Zwerfster                  |
| Roelant Radier     | Schouwarts                 |
| Jaap Stobbe        | Taxichauffeur              |
| Hans Dagelet       | Verdachte                  |
| Inge Ipenburg      | Grachtengids               |
| Leontine Ruiters   | Serveerster op luchtbed    |
| Don Duyns          | Jongen op woonboot         |
| Hans Beijer        | Gemeentereiniger           |
| Door Van Boeckel   | Maniak                     |
| Jeroen Bosma       | Rechercheur                |
| Freark Smink       | Dokter                     |
| Mira de Vries      | Verpleegster               |
| Barbara Martijn    | Prostituee                 |
| Bert Luppes        | Bijrijder in vrachtwagen   |
| Bert Haanstra      | Dirigent                   |
| Simone Ettekoven   | Heilsoldaat                |
| Gerard van Essen   | Chauffeur vrachtwagen      |

## Opnamen

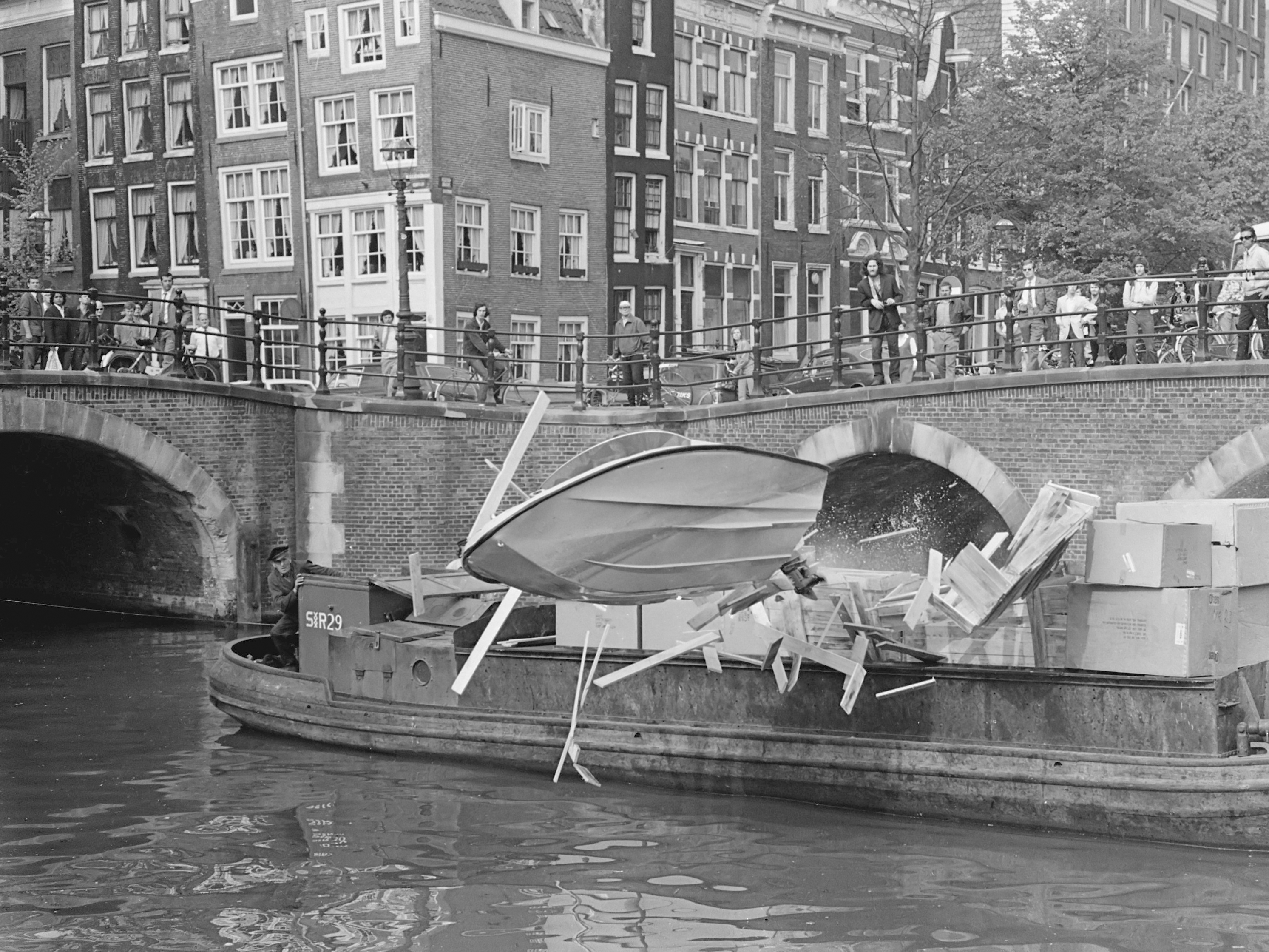
Opname voor Puppet on a Chain in Amsterdam in 1970

De speedbootachtervolging is gebaseerd op die uit de film 'Puppet on a chain' uit 1970. De scène begint bij jachtwerf Bibo aan de Koenenkade bij de Nieuwe Meer en is deels opgenomen op de Oudegracht in Utrecht. Er vonden opnames in Utrecht plaats omdat er langs de Amsterdamse grachten geen werfkelders met laaggelegen terrasjes zijn. De Utrechtse scène is vertraagd opgenomen om de illusie van snelheid te vergroten. De figuranten op de terrasjes moesten daarom in slow motion opzij en in het water springen. Uiteindelijk waren er twee draaidagen nodig voor de 10 seconden film die op de Oudegracht werden opgenomen. Tijdens de opnames van de achtervolging raakte acteur Huub Stapel betrokken bij een ongeluk waarbij hij een zware hernia opliep. Een stuntman maakte een stuurfout, waarbij de speedboot met zeventig kilometer per uur schuin tegen de kademuur klapte. Om de scène op te nemen waarin een speedboot over een brug over een Amsterdamse gracht vliegt, werd de speedboot ‘afgeschoten’ met een stikstofkanon.

### Filmlocaties
De scène aan het begin van de film, waar Eric Visser (Huub Stapel) op de gracht met zijn auto stil komt te staan en in een bakkerij een overval ziet, is opgenomen op de Vismarkt in Utrecht. Er kon niet gefilmd worden op de Wallen. Daarom werd de Groenburgwal voor enkele dagen met rode lampen en uithangborden in een gracht op de Wallen omgetoverd. In de film is duidelijk te zien dat het gebied rond de Zeedijk en Oudezijds Achterburgwal eind jaren 80 nog een verkrotte leegstandswijk was, met veel vervallen en dichtgespijkerde panden. Voor de opnamen in het riool moest er in een filmstudio een set worden gebouwd omdat dergelijke grote rioolstelsels in Amsterdam niet bestaan. 
Het bleek technisch niet mogelijk om de Amstelsluis bij Carré daadwerkelijk leeg te pompen. Daarom is er voor de scènes waarin dat gebeurt een schildering van een leeggepompte sluis voor de camera geplaatst. De onderwateropnames zijn opgenomen in het Oostvoornse Meer bij Rotterdam omdat de Amsterdamse grachten hier niet geschikt voor waren. Een scheepje werd speciaal voor de film afgezonken. Naar dit scheepswrak werd de decennia daarna veel gedoken, het lag 15 meter diep bij het Europoort Dive Center, bij slag Baardmannetje. Enkele opnames voor de film zijn gemaakt bij de Sloterplas in Amsterdam. Binnenscènes in het politiebureau zijn gefilmd in het nieuwe stadhuis aan de Amstel waar de gemeentelijke organisatie pas in september 1988 introk. Voor de werkkamer van de burgemeester werden opnames gemaakt in het stadhuis van Leiden. De woning van de psychiater Martin Ruysdael ligt in Heemstede, aan de Alberdingk Thijmlaan 77. Aan de overzijde van het water ligt de spoordijk waar vanaf opnamen zijn gemaakt.

## Productie
De stem van Willy, gespeeld door Edwin Bakker, is nagesynchroniseerd door Horace Cohen. In 2017 is de film volledig gerestaureerd onder supervisie van regisseur Dick Maas en editor Hans van Dongen en met 5.1 Dolby Surround Sound uitgebracht op blu-ray in de Verenigde Staten en Canada door Blue Underground met nieuwe interviews met acteur Huub Stapel en stuntman Dickey Beer.
Begin jaren 90 overwoog regisseur Dick Maas om een vervolg te maken. De film zou zich niet afspelen in Amsterdam, maar in Rotterdam en had de werktitel 'Rotterdoom'.

## Cameo's
In de film zijn een paar bekende Nederlanders kort te zien in een cameo. In het begin van de film rijdt hoofdrolspeler Eric Visser langs een terras waar Simon Carmiggelt zit. De dirigent van de fanfare in de boot die verbijsterd staat te kijken naar de speedboot die over een brug heen springt is Bert Haanstra. De fanfare op de boot in combinatie met het stuk dat er gespeeld wordt, is een knipoog naar Haanstra's film Fanfare en de man op de waterfiets is filmjournalist Simon van Collem. De vrouw naast hem is Inge Beekman, de moeder van Dick Maas.

## Muziek
Golden Earring schreef het nummer My Killer, My Shadow voor de film. Het nummer verscheen later ook op hun album Keeper of the Flame maar uiteindelijk werd het nummer Amsterdamned van Loïs Lane gekozen als titellied. De plaat werd begin 1988 veel gedraaid op Radio 3 en werd een radiohit in de destijds twee landelijke hitlijsten op de nationale publieke popzender. De plaat bereikte de 33e positie in de Nederlandse Top 40. In de Nationale Hitparade Top 100 werd de 31e positie behaald. Dat was lager dan het nummer van Golden Earring.
In België werd de plaat wel regelmatig gedraaid op de radio, maar behaalde desondanks géén notering in zowel de voorloper van de Vlaamse Ultratop 50 als de Vlaamse Radio 2 Top 30 en de voorloper van de Waalse Ultratop 50.

## Boekenserie
In 2021 verscheen het eerste deel van een boekenserie geschreven door regisseur Dick Maas met hoofdpersonages uit de film, zoals rechercheur Eric Visser en zijn dochter Anneke.
- Amsterdamned 1 - De Naakte Getuige (2021)
- Amsterdamned 2 - Slapende Honden (2021)
- Amsterdamned 3 - Bloedsneeuw (2023)

## Vervolg
In september 2024 begon Maas met de opnames van een vervolgfilm onder de naam Amsterdamned II. Huub Stapel keert terug als rechercheur Eric Visser. Net zoals Tatum Dagelet, die Vissers dochter speelde in het origineel. De hoofdrol is voor Holly Mae Brood, die de jonge politierechercheur Tara Lee speelt. De film moet in december 2025 in première gaan, het jaar waarin Amsterdam haar 750-jarig bestaan viert.